# Еш (Люцерн)
Еш (нім. Aesch LU) — громада  в Швейцарії в кантоні Люцерн, виборчий округ Гохдорф.

## Географія
Громада розташована на відстані близько 70 км на північний схід від Берна, 24 км на північ від Люцерна.
Еш має площу 4,6 км², з яких на 11,4% дозволяється будівництво (житлове та будівництво доріг), 66,2% використовуються в сільськогосподарських цілях, 18,9% зайнято лісами, 3,4% не є продуктивними (річки, льодовики або гори).

## Демографія
2019 року в громаді мешкало 1259 осіб (+29,8% порівняно з 2010 роком), іноземців було 12,7%. Густота населення становила 273 осіб/км².
За віковим діапазоном населення розподілялося таким чином: 18,5% — особи молодші 20 років, 63% — особи у віці 20—64 років, 18,5% — особи у віці 65 років та старші. Було 547 помешкань (у середньому 2,3 особи в помешканні).
Із загальної кількості 526 працюючих 75 було зайнятих в первинному секторі, 252 — в обробній промисловості, 199 — в галузі послуг.